# (18930) Athreya
(18930) Athreya (2000 QW27) – planetoida z grupy pasa głównego asteroid okrążająca Słońce w ciągu 4,79 lat w średniej odległości 2,84 j.a. Odkryta 24 sierpnia 2000 roku.